# 蒂萨凯赖切尼
蒂萨凯赖切尼（匈牙利語：Tiszakerecseny）是匈牙利索博尔奇-索特马尔-拜赖格州所辖的一个村。总面积23.87平方公里，总人口857，人口密度35.9人/平方公里（2011年1月1日）。